# Chapelle Sainte-Catherine de Vieux-Goa
La chapelle Sainte-Catherine est un édifice religieux catholique sis à Vieux-Goa, en Inde.  Un édifice construit en 1510 par Afonso de Albuquerque, premier gouverneur de Goa, est reconstruit en solide en 1550 et à nouveau agrandi en 1607. Il marque l’endroit où les portugais sont entrés à Goa.
La chapelle est l'une des Églises et couvents de Goa, un site et groupe de monuments classés en 1986 au patrimoine mondial de l'Unesco.  

## Histoire
Le 25 novembre 1510 les troupes d’Afonso de Albuquerque entrent à Goa, ayant défait le sultan Ismail Adil Shah (en) au nom du roi du Portugal. Pour commémorer l’événement Albuquerque fait construire une chapelle à l’endroit même de l’ancienne porte. Elle sera dédiée à sainte Catherine d'Alexandrie, qui est liturgiquement célébrée le 25 novembre. 
Le premier bâtiment est très modeste, murs de boue et toit de chaume, suivant les plans de l'architecte Diogo Fernandes. C’est le premier édifice chrétien dans l’empire colonial portugais d’Asie. 
La chapelle est reconstruite en 1550 par ordre du gouverneur Jorge Cabral qui place au-dessus de la porte une dalle commémorative avec l’inscription (en portugais) : « EN CE LIEU SE TROUVAIT UNE PORTE PAR LAQUELLE EST ENTRÉ LE GOUVERNEUR A. D’ALBOQUERQUE, PRENANT CETTE VILLE AUX MAURES LE JOUR DE LA SAINTE CATHERINE DE L’ANNÉE 1510. EN SON HONNEUR ET SA MÉMOIRE LE GOUVERNEUR JORGE CABRAL FIT CONSTRUIRE CETTE MAISON EN L’ANNÉE 1550, AUX FRAIS DE SA MAJESTÉ »

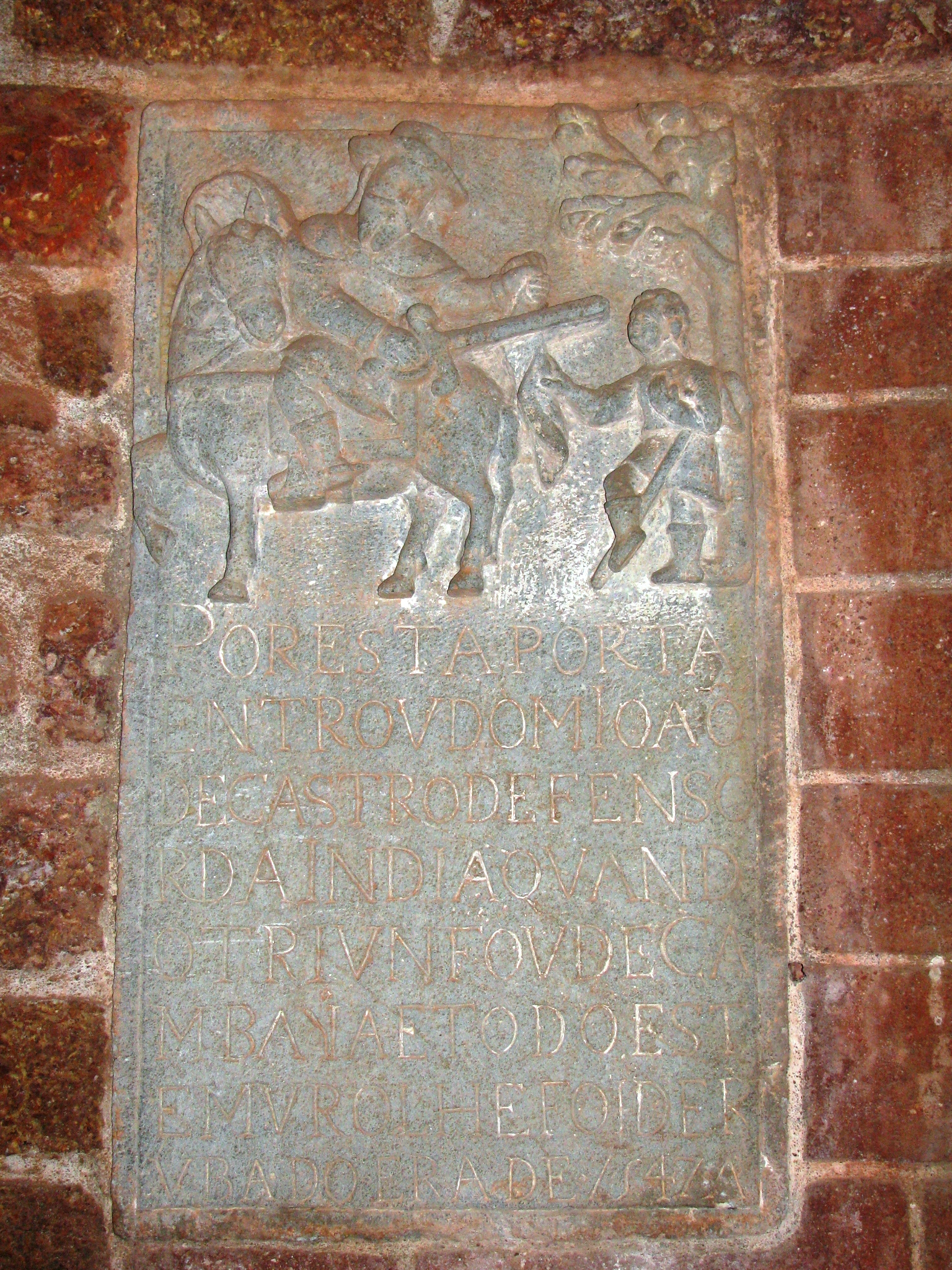
La dalle commémorative de 1550

En 1607, la chapelle est rénovée et agrandie, tout en restant de dimension modeste. La dalle commémorative est déplacée et fixée à l’intérieur de la chapelle. Tous les ans, le 25 novembre, une grande célébration liturgique en l’honneur de Catherine, avec procession solennelle se déroulant de la cathédrale à la chapelle Sainte-Catherine, est célébrée à Goa. Les autorités civiles et ecclésiastiques et tous les dignitaires locaux y participent. 
Jusqu’en 1835 la chapelle relevait de la responsabilité pastorale des Franciscains. Comme les autres religieux, les franciscains durent quitter Goa en 1835, expulsés par le gouvernement portugais, en représailles à la décision du Saint-Siège de créer en Inde des ‘vicariats apostoliques’ échappant au contrôle du 'Padroado' portugais. Depuis lors elle relève du clergé séculier de l’archidiocèse de Goa.
A l’occasion de l’exposition des reliques de saint François-Xavier, en 1952, la chapelle fut entièrement rénovée sous la direction de l’architecte Baltasar de Castro.

## Description
Le bâtiment est de simple plan rectangulaire avec une seule nef. la façade avec trois corps séparés par piliers de soutien. Le corps de la façade a une porte axiale en son centre avec pierre de linteau, surmontée d'une fenêtre. Elle est flanquée de deux modestes tours quadrangulaires couvertes d’un toit à pignon. L'intérieur de la chapelle est d'une seule nef se terminant en sanctuaire, avec plafond semi-cylindrique en pierre.
Derrière la chapelle, un jardin fut aménagé en petit musée de plein air où furent rassemblés de nombreuses fragments de pierres tombales et autres vestiges de pierre sculptée provenant d'edifices divers.